# This Side of Paradise (EP)
This Side of Paradise é o segundo EP da cantora americana Hayley Kiyoko, lançado em 3 de fevereiro de 2015 pela sua gravadora independente Steel Wool/Rich Youth Entertainment. Assim como o EP antecessor, ele também é descrito como um disco pop. Foi escrito e gravado, inteiramente, pela cantora junto com o produtor e multi-instrumentalista James Flannigan.O mini-álbum foi precedido do lançamento do single “This Side of Paradise” que ocorreu em 29 de setembro de 2014.

## Singles
Ao todo, foram lançados 3 singles durante sua era.
O single de “This Side of Paradise” foi lançado em 29 de setembro de 2014. Sendo o primeiro single homônimo lançado no início da era .
O segundo single, “Girls Like Girls”, foi lançado em 24 de junho de 2015. A canção fez grande sucesso na carreira de Hayley Kiyoko que ganhou atenção internacional, especialmente, da comunidade LGBTQ+.
“Cliffs Edge” foi o terceiro e último single do EP, sendo lançado em 4 de novembro de 2015.

## Lista de faixas
| N.º            | Título                  | Compositor(es)                             | Produtor(es)   | Duração |  |
| 1.             | "Given It All"          | Hayley Kiyoko James Flannigan Sergei Ramos | Flannigan      | 3:50    |  |
| 2.             | "Cliffs Edge"           | Kiyoko Jacques Brautbar                    | Flannigan      | 3:33    |  |
| 3.             | "This Side of Paradise" | Kiyoko Ramos                               | Flannigan      | 3:31    |  |
| 4.             | "Girls Like Girls"      | Kiyoko Owen Thomas Lily-May Young          | Flannigan      | 3:49    |  |
| 5.             | "Feeding the Fire"      | Kiyoko Flannigan                           | Flannigan      | 3:30    |  |
| Duração total: | Duração total:          | Duração total:                             | Duração total: | 18:03   |  |

## Vídeos musicais
Este EP tem apenas três clipes.
O vídeo de “This Side of Paradise” foi lançado em 12 de novembro de 2014, 1 mês e 3 dias depois do single ser lançado. É dirigido por RJ Sanchez.
O segundo vídeo a ser lançado foi “Girls Like Girls” em 24 de junho de 2015, sendo lançado junto com o single. É dirigido pela própria Hayley Kiyoko junto com Austin Starrett Winchell. É o videoclipe com maior destaque da carreira da cantora. Apesar de ser considerado um vídeo musical, também é categorizado como um “curta-metragem”.
“Cliffs Edge” é o terceiro e último vídeo musical do mini-álbum. Foi lançado junto com o single em 4 de novembro de 2015. É dirigido, apenas, pela própria cantora e assim como o vídeo musical antecessor, também é considerado como “curta-metragem”.